# Montesong 2024
Unter dem Namen Montesong 2024 fand am 27. November 2024 in Podgorica der montenegrinische Vorentscheid für den Eurovision Song Contest 2025 in Basel statt. Es gewann die Band NeonoeN mit dem Lied Clickbait. Die Band NeonoeN verzichtete nach einigen Tagen freiwillig auf die Teilnahme am Eurovision Song Contest, woraufhin entschieden wurde, dass die Zweitplatzierte Nina Žižić mit ihrem Beitrag Dobrodošli Montenegro vertreten wird.

## Format

### Konzept
Am 15. August 2024 bestätigte Radio i Televizija Crne Gore (RTCG) seine Teilnahme am Eurovision Song Contest 2025, die erste seit 2022. Zudem solle zum ersten Mal seit 2019 ein nationaler Vorentscheid abgehalten werden. Erste Spekulationen diesbezüglich waren bereits eine Woche zuvor aufgetreten, nach dem RTCG das Regelwerk des Vorentscheids Montesong 2024 veröffentlicht hatte.
Am 5. September 2024 wurde bekannt, dass das Finale am 27. November stattfinden soll. Knapp drei Wochen später, am 26. September, wurde bekanntgegeben, dass das Festival nur an einem, und nicht an zwei Tagen, stattfinden werde.

### Beitragswahl
Bis zum 1. Oktober 2024 konnten potentielle Beiträge eingereicht werden. Diese mussten zu mindestens 51 % in einer der Landessprachen Montenegros sein. Neben Montenegrinisch sind diese Serbisch, Bosnisch, Albanisch und Kroatisch. Zudem musste der Interpret montenegrinischer Staatsbürger sein.
Die eingereichten Beiträge werden von einer Jury, welche von RTCG nominiert wird, bewertet, wobei bis zu 16 Beiträge am Vorentscheid teilnehmen können. Jedes Lied kann dabei von den Juroren bis zu 100 Punkte erhalten, wobei 50 auf die Komposition, 30 auf den Text und 20 auf die Produktion entfallen können.
Um den tatsächlichen Vorentscheid zu erreichen, sind 75 Punkte notwendig. Sollte kein Lied diese Marke erreichen, so behält sich RTCG vor, seinen Beitrag intern auszuwählen.
Insgesamt wurden 36 Beiträge eingereicht, wobei vier die Voraussetzungen nicht erfüllten. Bei zwei wurde die vorgeschriebene Länge überschritten, ein Lied war in einer anderen Sprache als den montenegrinischen Landessprachen und bei einem weiteren wurden der Name des Beitrags als auch des Künstlers veröffentlicht.

## Teilnehmer
Am 10. Oktober wurden die Teilnehmer und die Titel deren Beiträge vorgestellt. Die Beiträge sollen 10 Tage vor dem Finale zu hören sein.
Mit Nina Žižić ist ein Teil der montenegrinischen Vertretung am Eurovision Song Contest 2013 im Teilnehmerfeld vertreten. Boban Rajović zog seine Teilnahme am 4. November 2024 zurück, für ihn rückte Tamara Živković nach.

### Reservebeiträge
Folgende Teilnehmer sind als Reserve vorgesehen, sollte einer der Teilnehmer sich zurückziehen. Danijel Popović nahm bereits 1983 am Eurovision Song Contest teil, damals noch für Jugoslawien.
| Interpret       | Lied Musik (M) und Text (T)                                       | Sprache         | Übersetzung (inoffiziell) |
| --------------- | ----------------------------------------------------------------- | --------------- | ------------------------- |
| Hanibal         | Čuvaj me M/T: k. A.                                               | Montenegrinisch | Pass auf mich auf         |
| Danijel Popović | Kano kastigan M/T: k. A.                                          |                 |                           |
| Boban Rajović   | Suze M/T: Goran Ratković, Miladin Bogosavljević, Branislav Glušac | Montenegrinisch | Tränen                    |

 Teilnahme zurückgezogen

## Finale
| Platz | Startnr. | Interpret            | Lied Musik (M) und Text (T)                                                                             | Sprache                   | Übersetzung (inoffiziell) | Jury    | Jury   | Televoting | Televoting | Gesamt |
| Platz | Startnr. | Interpret            | Lied Musik (M) und Text (T)                                                                             | Sprache                   | Übersetzung (inoffiziell) | Stimmen | Punkte | Stimmen    | Punkte     | Gesamt |
| ----- | -------- | -------------------- | --- | ------------------------- | ------------------------- | ------- | ------ | ---------- | ---------- | ------ |
| 1     | 10       | NeonoeN              | Clickbait M/T: Ilija Pejović                                                                            | Montenegrinisch           | Clickbait                 | 54      | 10     | 443        | 10         | 20     |
| 2     | 9        | Nina Žižić           | Dobrodošli M: Boris Subotić; T: Violeta Mihajlovska, Boris Subotić                                      | Montenegrinisch           | Willkommen                | 59      | 12     | 316        | 7          | 19     |
| 3     | 14       | Baryak               | Dva srca M: Luka Perazić, Rade Vukčević; T: Rade Vukčević                                               | Montenegrinisch           | Zwei Herzen               | 25      | 3      | 476        | 12         | 15     |
| 4     | 7        | Đurđa                | To ljubav je M: Kristina Kovač, Jonas Jensen; T: Kristina Kovač, Oliver Patocska, Đurđa Petrović-Poljak | Montenegrinisch           | Das ist Liebe             | 26      | 4      | 328        | 8          | 12     |
| 5     | 8        | Kejt                 | Obala raja M: Hugo Smeh, Katarina Bogićević, James Gillespie; T: Katarina Bogićević, James Gillespie    | Montenegrinisch, Englisch | Die Küste des Paradieses  | 45      | 7      | 152        | 2          | 9      |
| 6     | 16       | Milena Vučić         | Škorpija M: Alen Stajić, Marko Peruničić, Nebojša Arežina (Atelje Trag); T: Sanja Vučić                 | Montenegrinisch           | Skorpion                  | 48      | 8      | 49         | 0          | 8      |
| 7     | 2        | Tina Džankić         | Nova M: Vladimir Maraš; T: Anja Zagorac                                                                 | Montenegrinisch           | Neu                       | 34      | 5      | 154        | 3          | 8      |
| 8     | 11       | Isak Šabanović       | Ljeto, ljeto, ljeto M/T: Leontina                                                                       | Montenegrinisch           | Sommer, Sommer, Sommer    | 24      | 2      | 241        | 5          | 7      |
| 9     | 5        | Tamara Živković      | Poguban let M/T: Boris Subotić                                                                          | Montenegrinisch           | Ruinierte Jahre           | 39      | 6      | 107        | 0          | 6      |
| 10    | 12       | Glumci Bend          | San M: Mladen Nikčević; T: Dragana Tripković                                                            | Montenegrinisch           | Traum                     | 4       | 0      | 288        | 6          | 6      |
| 11    | 15       | Verica Čuljković     | Čuješ li? M: Verica Čuljković, Filip Tančić; T: Verica Čuljković                                        | Montenegrinisch           | Hörst du?                 | 6       | 0      | 168        | 4          | 4      |
| 12    | 3        | Nemanja Petrović     | Među zvijezdama M/T: Bane Opačić                                                                        | Montenegrinisch           | Unter den Sternen         | 18      | 1      | 109        | 0          | 1      |
| 13    | 6        | Luka Radović         | Kada dođe maj M/T: Luka Radović                                                                         | Montenegrinisch           | Wenn der Mai kommt        | 5       | 0      | 147        | 1          | 1      |
| 14    | 13       | Dolce Hera           | Repeat M: Aleksandra Prelevic Palladino, Marko Ćaćić, Todor Tadić; T: Aleksandra Prelevic Palladino     | Montenegrinisch           | Wiederholung              | 8       | 0      | 84         | 0          | 0      |
| 15    | 1        | Anastasija Koprolčec | Kraj M/T: Bojan Marović                                                                                 | Montenegrinisch           | Ende                      | 9       | 0      | 57         | 0          | 0      |
| 16    | 4        | Bend "9"             | Stop War M/T: Milić Šarović                                                                             | Montenegrinisch           | Stoppt Krieg              | 2       | 0      | 143        | 0          | 0      |

1. 1 2 3  Mit englischem Titel

### Detailliertes Juryvoting
| Startnr. | Lied                | Hari Varešanović | Nuša Derenda | Dado Topić | Elena Risteska | Tijana Bogićević | Emmelie de Forest | / Danijel Popović | Total |
| -------- | ------------------- | ---------------- | ------------ | ---------- | -------------- | ---------------- | ----------------- | ----------------- | ----- |
| 1        | Kraj                | 3                | –            | –          | 2              | 1                | 3                 | –                 | 9     |
| 2        | Nova                | 4                | 10           | 3          | 4              | 4                | 4                 | 5                 | 34    |
| 3        | Među zvijezdama     | 12               | 1            | –          | –              | –                | 1                 | 4                 | 18    |
| 4        | Stop War            | –                | –            | 2          | –              | –                | –                 | –                 | 2     |
| 5        | Poguban let         | 10               | 5            | 5          | 1              | 3                | 5                 | 10                | 39    |
| 6        | Kada dođe maj       | 5                | –            | –          | –              | –                | –                 | –                 | 5     |
| 7        | To ljubave je       | 7                | 3            | 1          | 3              | 2                | 10                |                   | 26    |
| 8        | Obala raja          | –                | 8            | 8          | 10             | 6                | 6                 | 7                 | 47    |
| 9        | Dobrodošli          | 6                | 4            | 7          | 12             | 10               | 8                 | 12                | 59    |
| 10       | Clickbait           | –                | 6            | 10         | 6              | 12               | 12                | 8                 | 54    |
| 11       | Ljeto, ljeto, ljeto | 1                | 7            | –          | 5              | 5                | –                 | 6                 | 24    |
| 12       | San                 | –                | –            | 4          | –              |                  | –                 | –                 | 4     |
| 13       | Repeat              | –                | –            | –          | –              | 8                | –                 | –                 | 8     |
| 14       | Dva srca            | –                | 2            | 12         | 8              | –                | –                 | 3                 | 25    |
| 15       | Čuješ li?           | 2                | –            | –          | –              | –                | 2                 | 2                 | 6     |
| 16       | Škorpija            | 8                | 12           | 6          | 7              | 7                | 7                 | 1                 | 48    |

1. ↑  Tijana Bogićević vergab versehentlich 8 Punkte an Repeat anstelle von Dva srca

## Entwicklungen nach dem Finale
Kurz nach dem Finale wurde bekannt, dass die Band NeonoeN ihren Beitrag Clickbait bereits vor dem 1. September 2024 öffentlich aufgeführt hatte und damit gegen die Regeln des Eurovision Song Contest verstieß. Am 4. Dezember 2024 verzichtete NeonoeN nach Rücksprache mit RTCG freiwillig auf die Teilnahme am Eurovision Song Contest. RTCG kündigte an, in den folgenden Tagen eine Entscheidung bezüglich des montenegrinischen Beitrags zu fällen. Am 8. Dezember wurde bekanntgegeben, dass die Zweitplatzierte des Vorentscheids, Nina Žižić, Montenegro vertreten werde.